# 納什維爾 (印第安納州)
納什維爾（英語：Nashville）是一個位於美國印第安納州布朗縣的城市。根據2010年美國人口普查，該地人口為803人，而該地的面積約為3.67平方千米。同時該地也是布朗縣的縣治。

## 地理
納什維爾的座標為39°12′11″N 86°14′18″W / 39.20306°N 86.23833°W，而該地的平均海拔高度為181米（即594英尺）。